# Бельведер

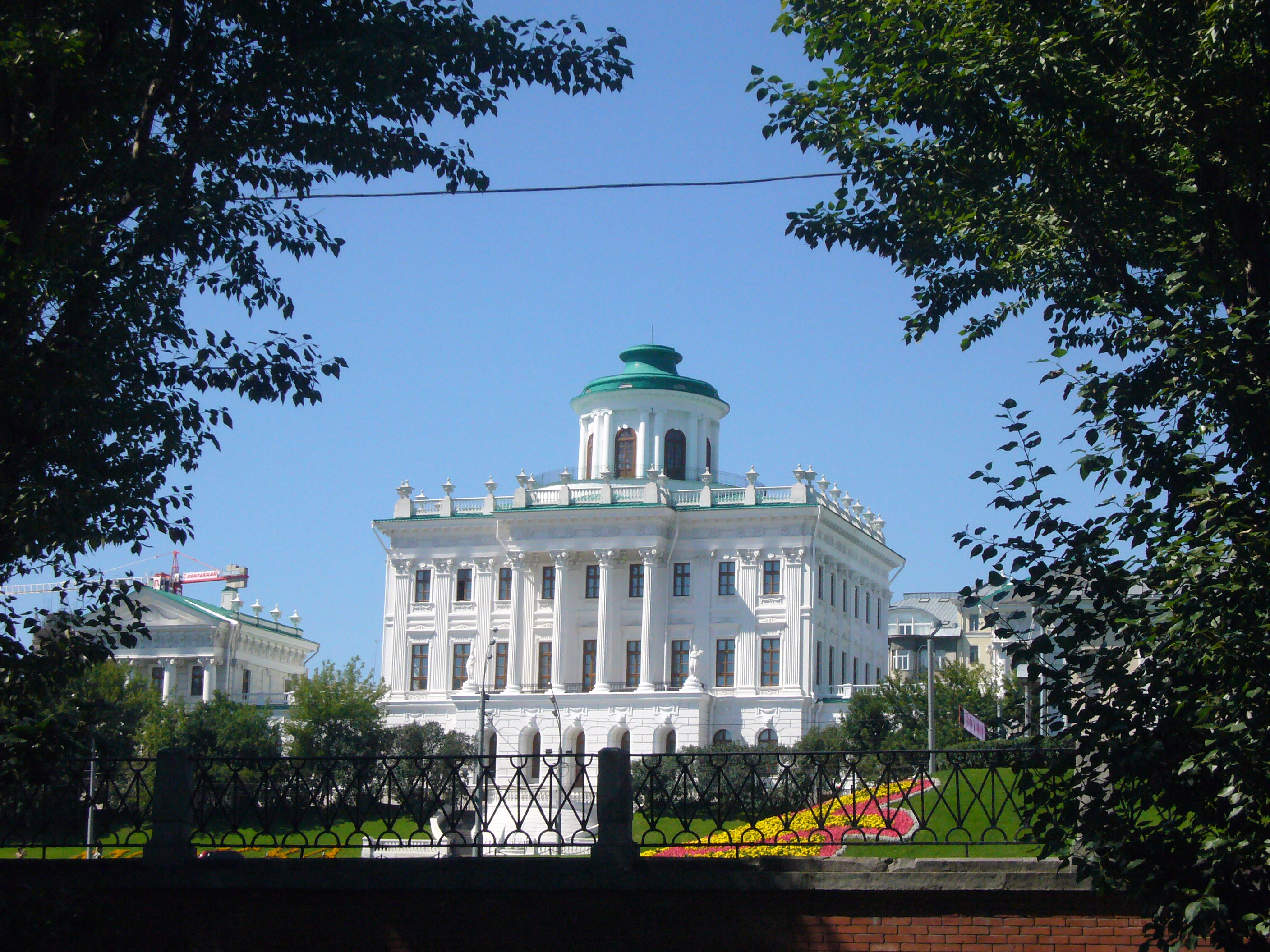
Дом Пашкова. 1784—1786. Москва. Архитектор В. И. Баженов

Бельведе́р (итал. belvedere, фр. bellevue, от лат. bellus visum — прекрасный вид) — лёгкая постройка на возвышенном месте, позволяющая обозревать окрестности. Кроме отдельно стоящего сооружения, бельведером может называться надстройка над зданием, например, башня с широкими застеклёнными или открытыми проёмами. «Бельведер — лёгкое, возвышенное строение, поставленное ради вида из него, для обзора местности; прозорная вышка, беседка».

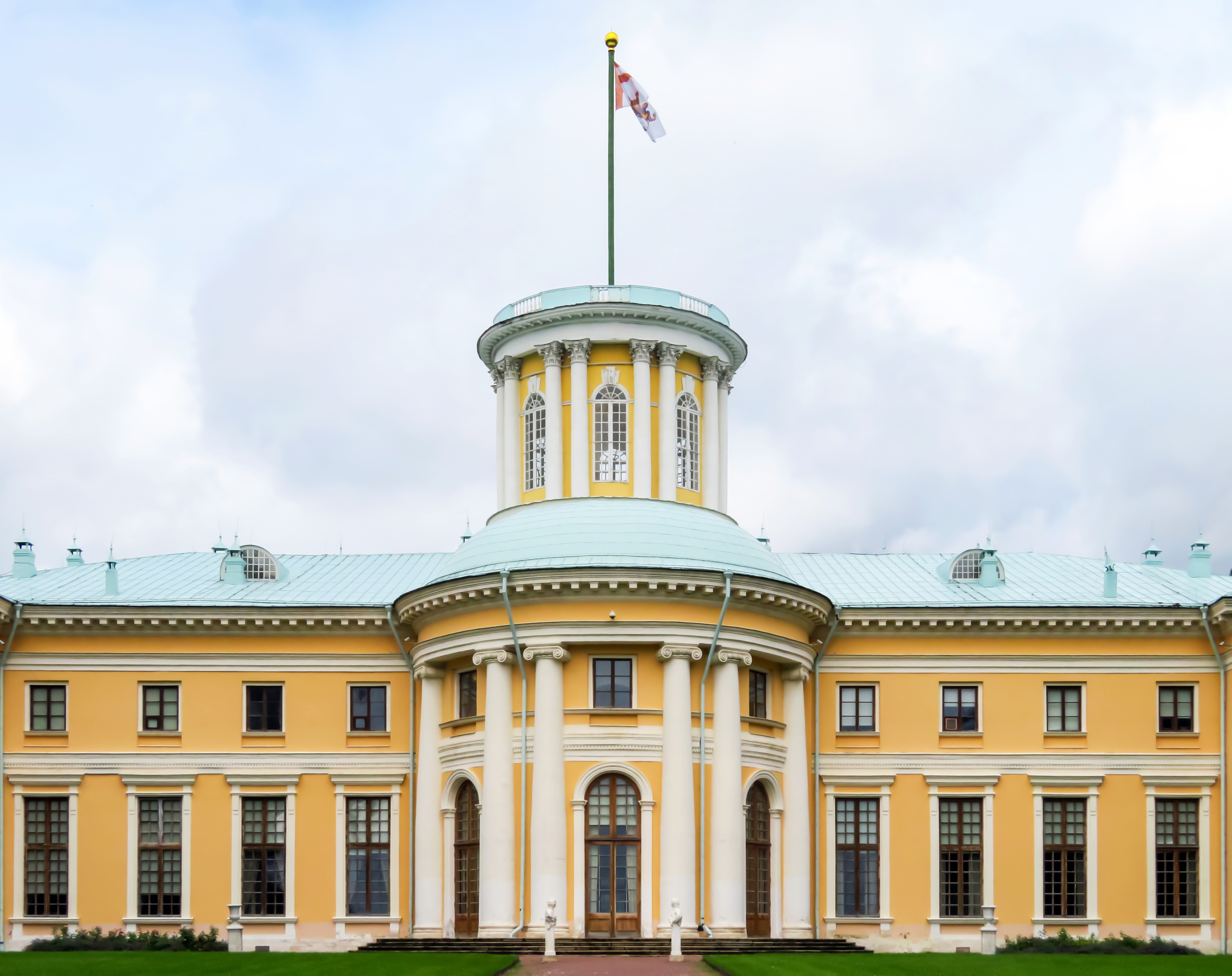
Дворец Юсуповых в Архангельском. 1784—1820-е

Слово впервые вошло в употребление в Италии в эпоху Возрождения. В 1485—1487 годах для папы римского Иннокентия VIII в Ватикане была построена вилла под названием «Бельведер», позднее усовершенствованная Донато Браманте. Небольшая постройка соединялась двумя галереями с папским дворцом; из её окон открывался чудесный вид на Вечный город, откуда и название. Виллу окружал сад, который также получил название «бельведер».
В саду, в небольшом дворике (Cortile del Belvedere), находилась галерея — антикварий, где были собраны произведения античной скульптуры из римских раскопок, в том числе знаменитая статуя, получившая соответствующее название: Аполлон Бельведерский. При папе Пие VI Бельведер был расширен и превратился в выдающийся музей классического искусства, но наименование «бельведер» сохранилось в обозначении верхней галереи — части современного Апостольского дворца.
Название «Бельведер», не во всех случаях связанное с высотным положением, носят многие дворцы, например, Латеранский дворец и вилла Медичи в Риме, летняя императорская резиденция в Вене (Верхний и Нижний Бельведеры), королевские дворцы в Варшаве и Праге (Летний дворец королевы Анны).

Бельведером называют виллу Ротонда близ Виченцы, творение Андреа Палладио. С этой виллы, расположенной на возвышенности, открываются прекрасные виды на все четыре стороны света. По этой же причине бельведером иногда называют Камеронову галерею в Царском Селе, шедевр архитектуры Чарлза Камерона. В парке Шарлоттенбург в Берлине имеется павильон «Бельведер».
Бельведерами, или чаще французским словом — бельвю, в XVIII веке стали называть различные парковые сооружения независимо от их размера и местоположения: павильоны-ротонды, беседки, садики с видом на окрестности.
В архитектуре русского классицизма, в частности, в усадебных домах, типичными стали надстройки на кровле, по оси здания, в виде круглой башенки-ротонды с куполом и колоннами. Они также получили итальянское название «бельведер». Подобный бельведер украшает дом Пашкова в центре Москвы (постройка В. И. Баженова, 1784—1786). Бельведеры венчают силуэты усадебных домов в Архангельском и Валуево под Москвой. В 1853—1856 годах архитектор А. И. Штакеншнейдер выстроил в Луговом парке Верхнего Петергофа двухэтажный павильон «Бельведер».

## Галерея

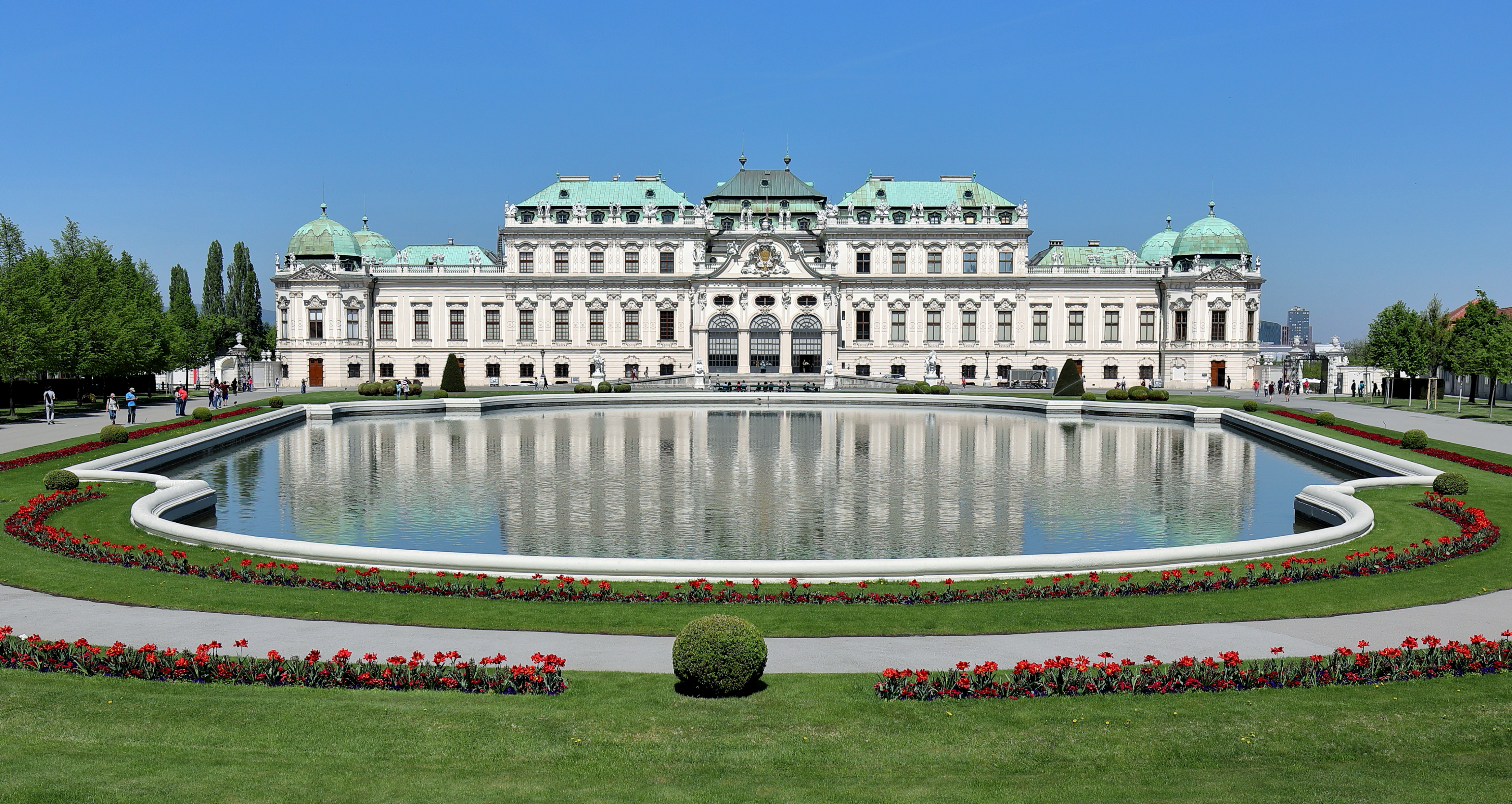
Верхний Бельведер. Вена. 1722. Архитектор Л. фон Хильдебрандт
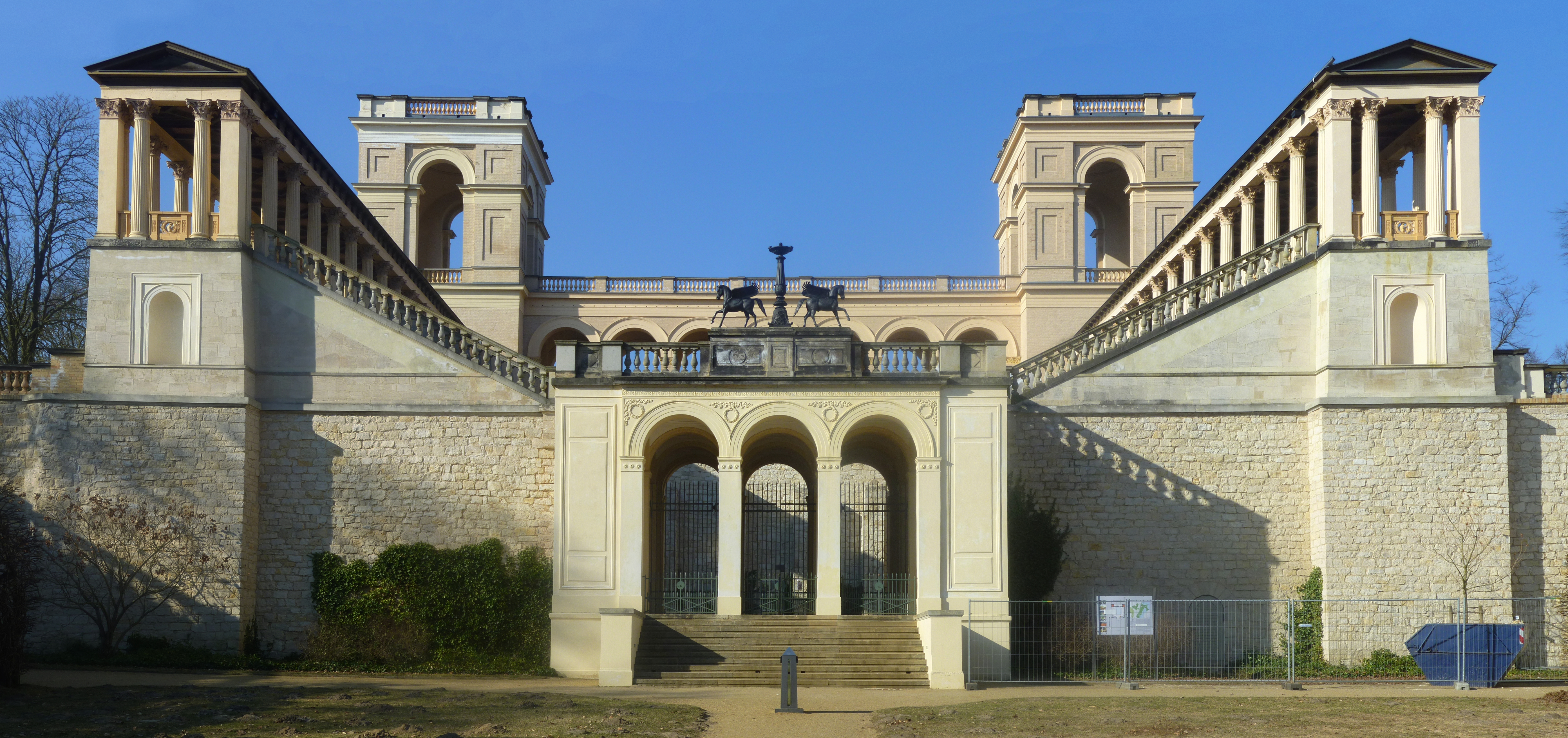
Бельведер на Пфингстберге[англ.]. Потсдам. 1847—1863. Архитекторы Л. Персиус, Л. Ф. Гессе, Ф. А. Штюлер, П. Й. Ленне
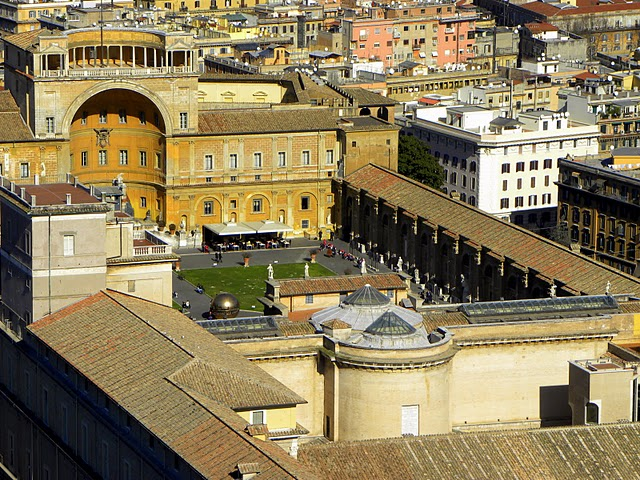
Двор Бельведер. Ватикан. Проект Д. Браманте
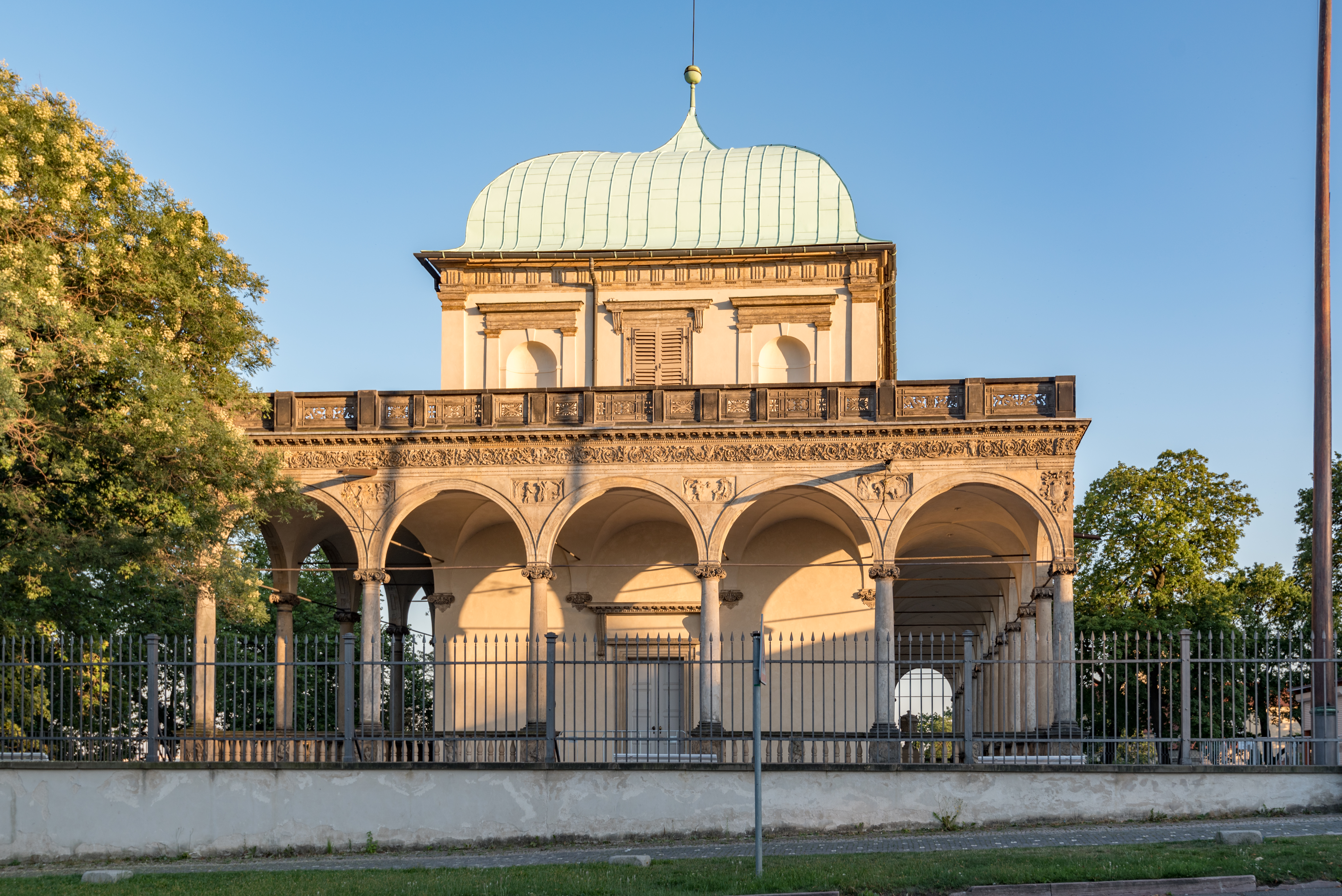
Летний дворец королевы Анны. Прага. 1538—1563. Архитектор Паоло делла Стелла
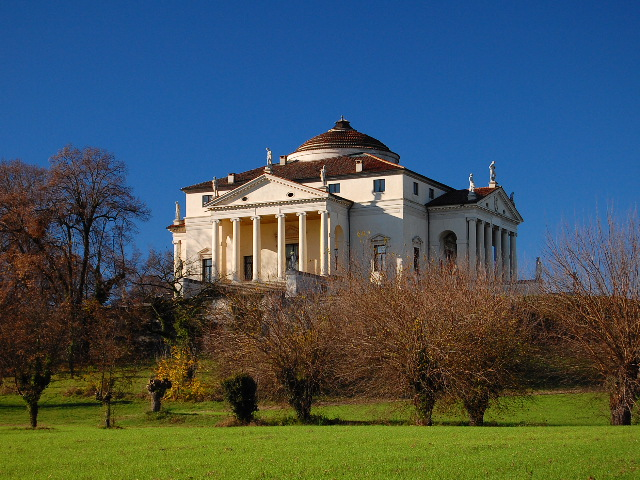
Вилла Ротонда близ Виченцы. Италия. 1556—1567. Архитектор А. Палладио.
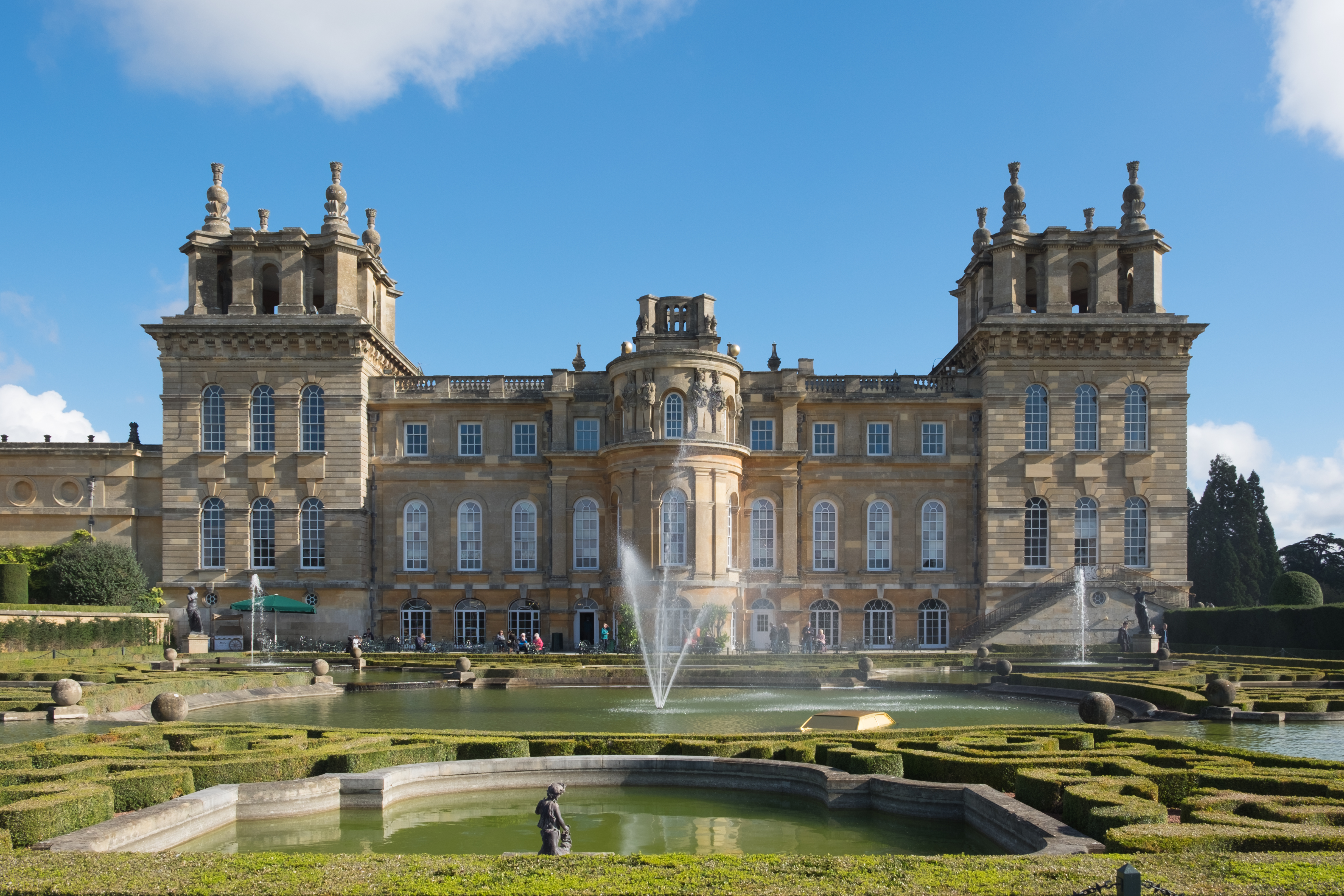
Бленхеймский дворец. Англия. 1705—1724. Архитекторы Дж. Ванбру, Н. Хоксмур
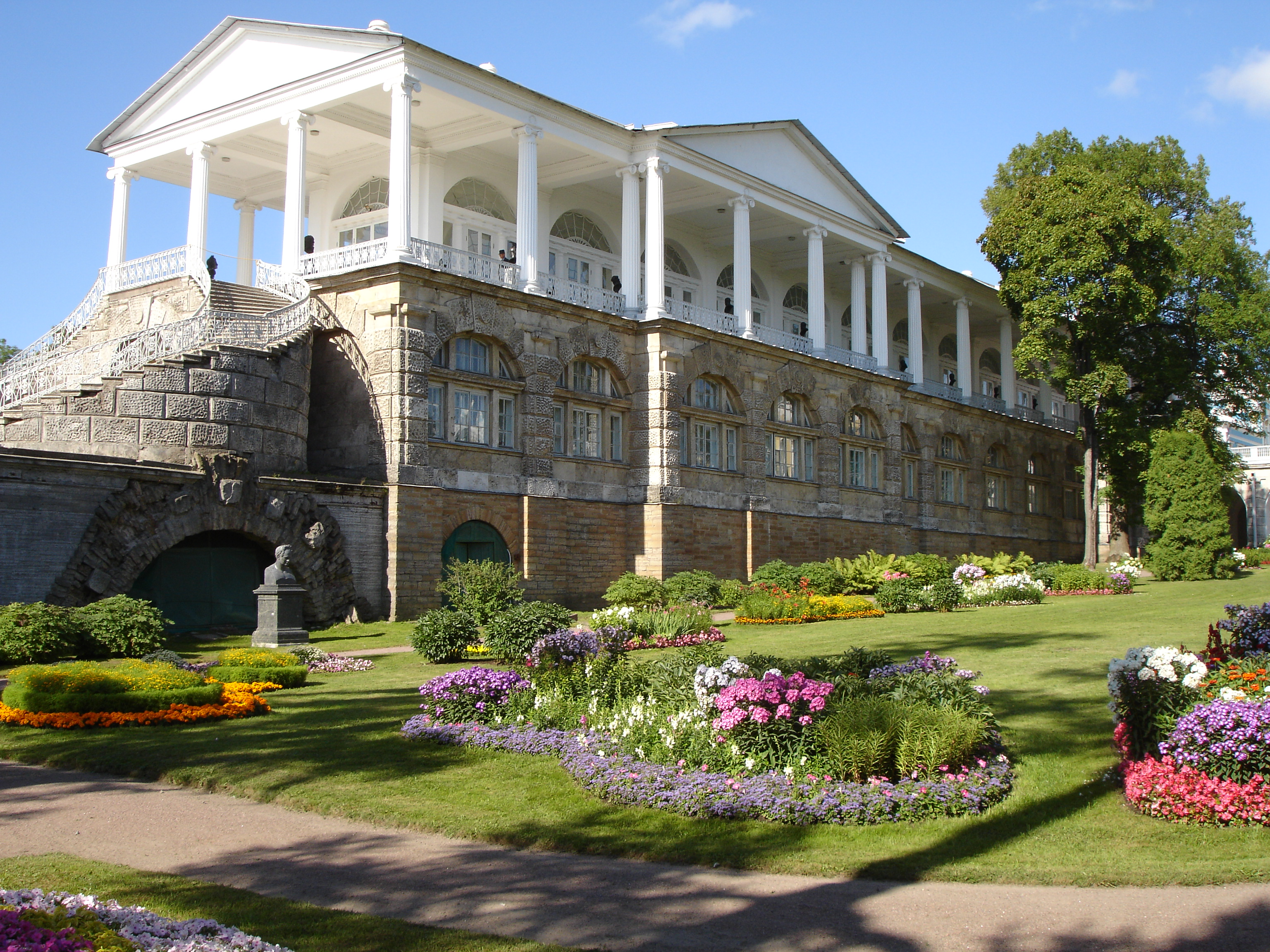
Камеронова галерея в Царском Селе. 1784—1787. Архитектор Ч. Камерон
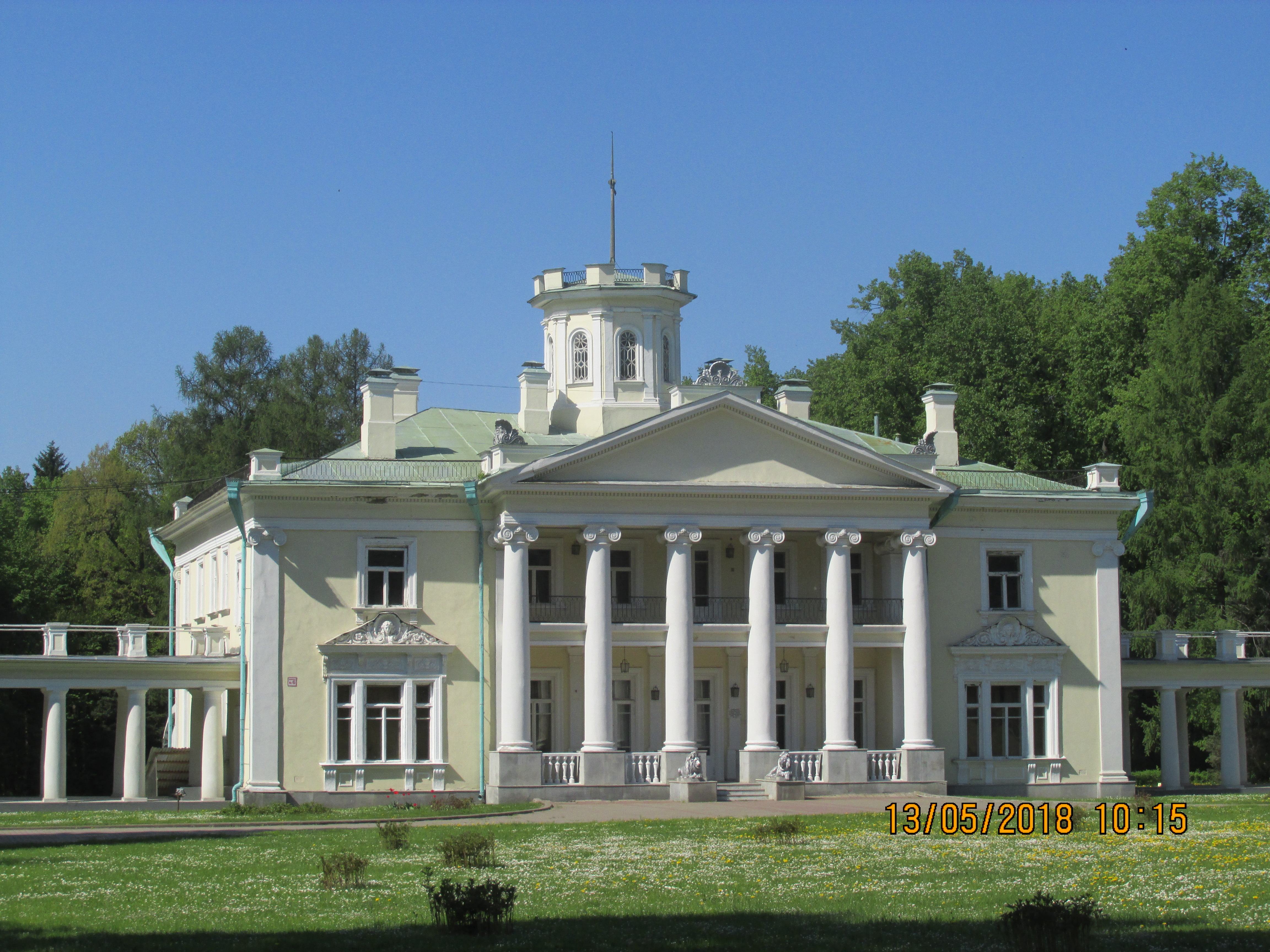
Усадьба Валуево. Москва. 1810—1811
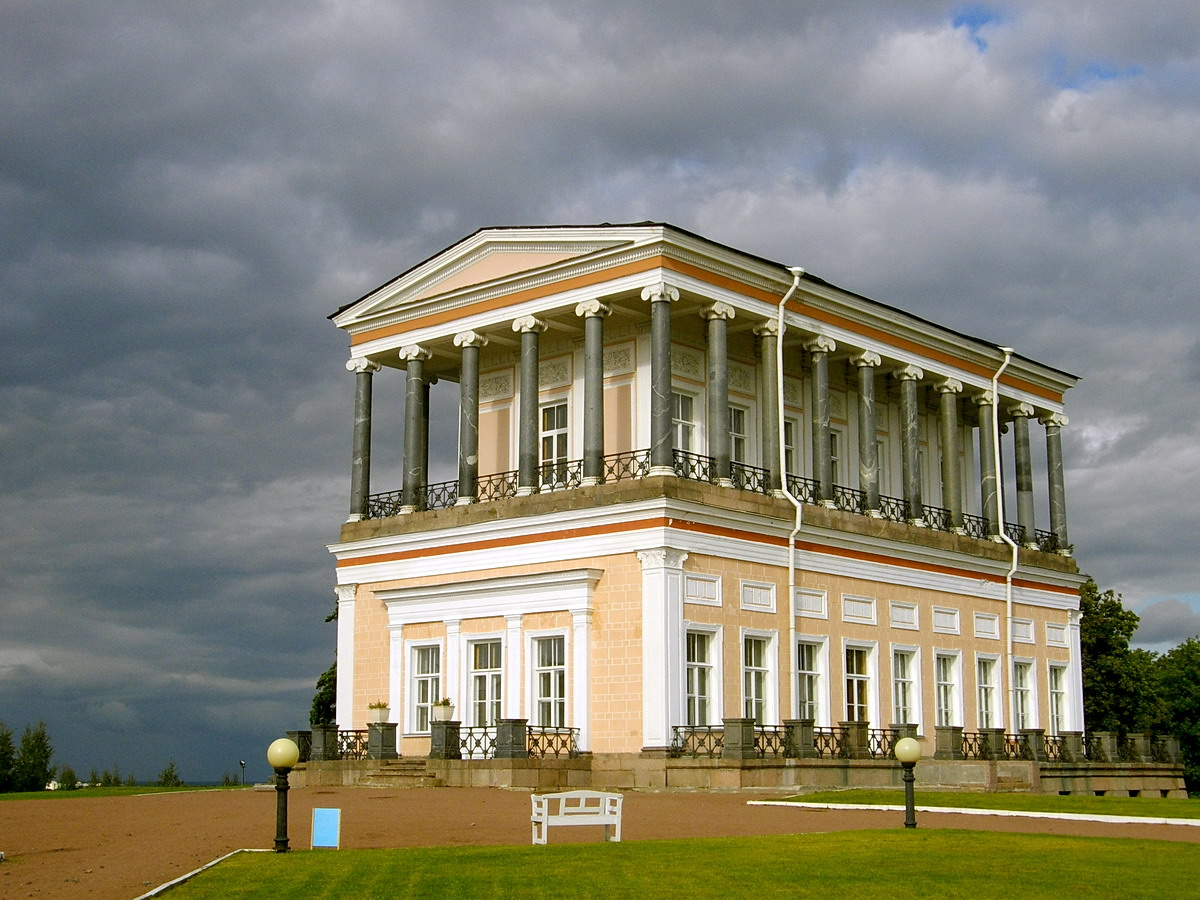
Павильон Бельведер в Петергофе. 1853—1856. Архитектор А. И. Штакеншнейдер
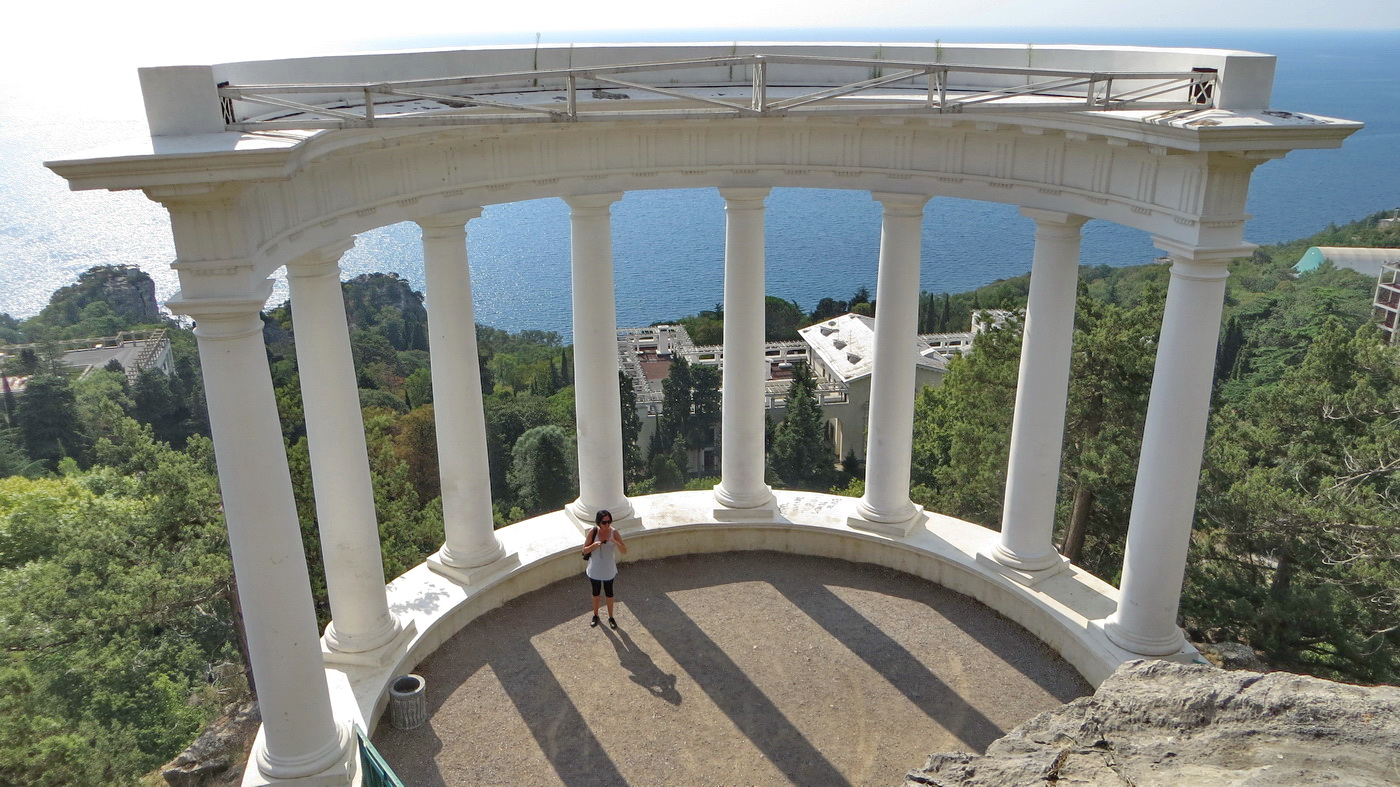
Полумоноптер-бельведер на солнечной тропе в Ореанде, Крым. 1843—1852